# Taubenturm Château Lescombes

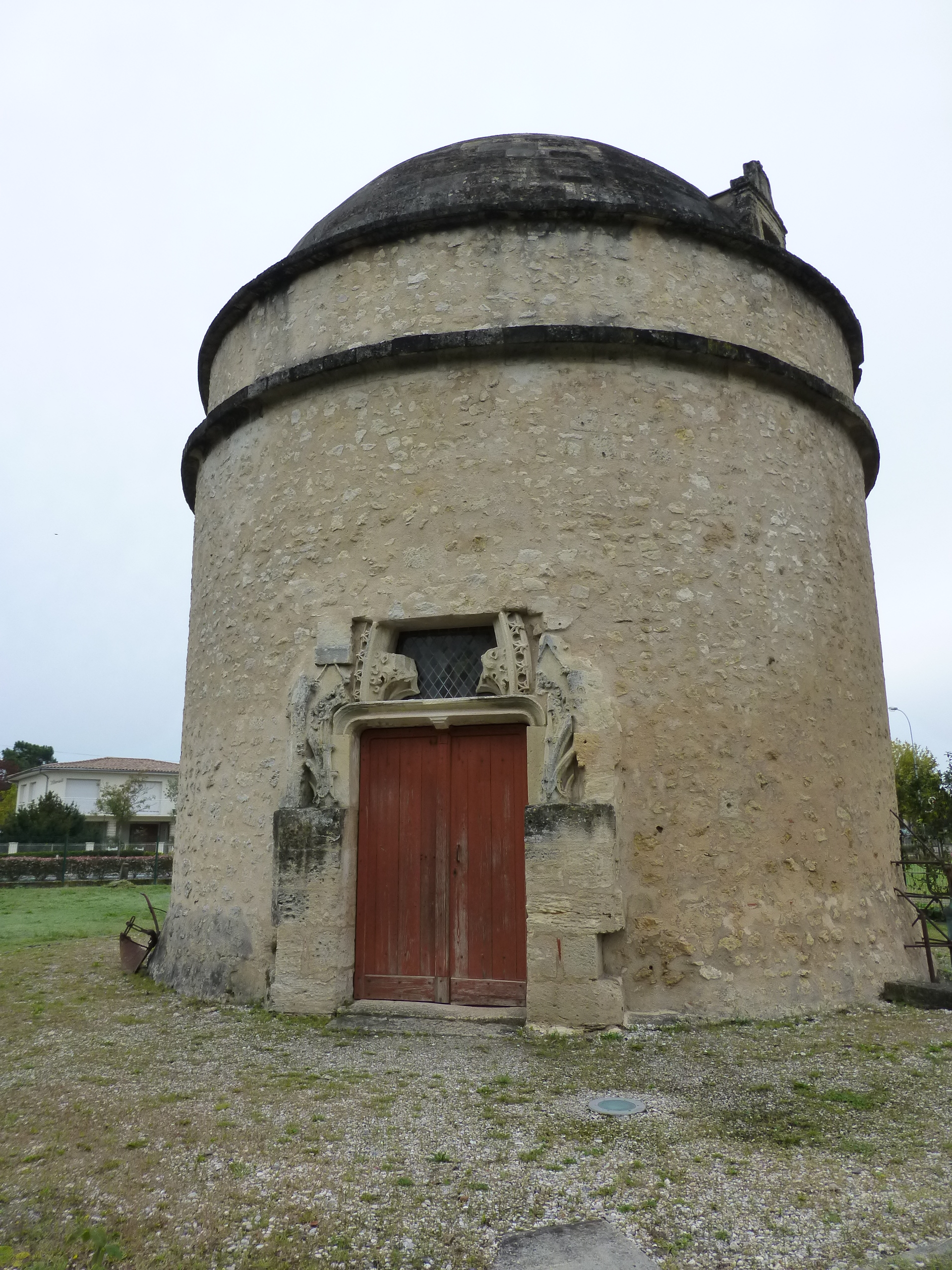
Taubenturm in Eysines

Der Taubenturm (französisch colombier oder pigeonnier) des Château Lescombes in Eysines, einer französischen Gemeinde im Département Gironde in der Region Nouvelle-Aquitaine, wurde im 17. Jahrhundert errichtet. Der ehemalige Taubenturm steht seit 1992 als Monument historique auf der Liste der Baudenkmäler in Frankreich.
Der runde Turm aus verputztem Bruchsteinmauerwerk besitzt einen Portalschmuck im Stil der Renaissance, der vom zerstörten Teil des Schlosses stammt. Im Inneren des Taubenturms befindet sich ein zwölf Meter tiefer Brunnen, der ein Anfang des 20. Jahrhunderts geschaffenes Wasserreservoir im Gebäude versorgt.